# Kehä I
Le Kehä I (en suédois : Ring I) ou Seututie 101 est une route périphérique de la capitale Helsinki,.

## Description

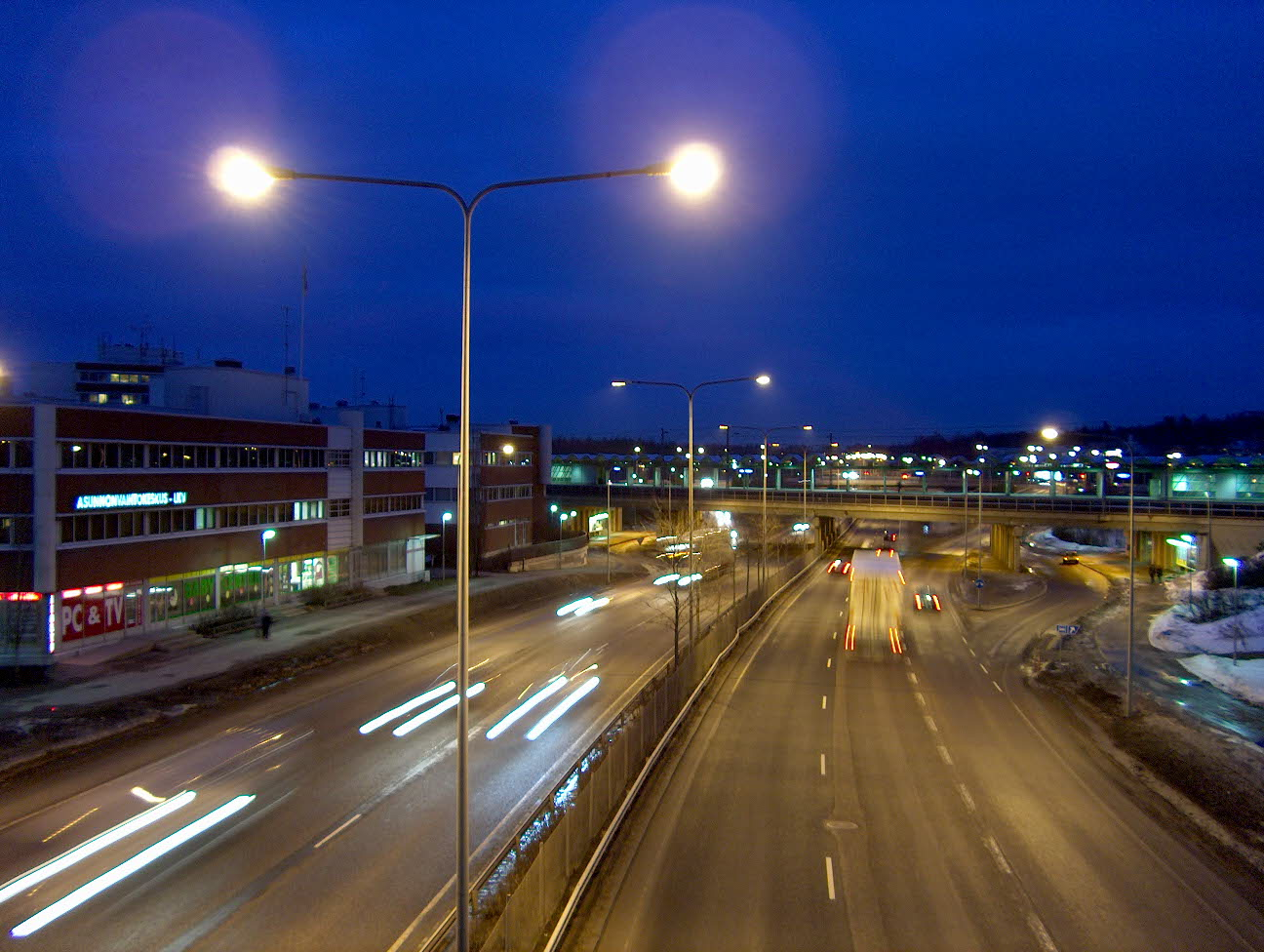
Kehä I en soirée, quartier de Pukinmäki

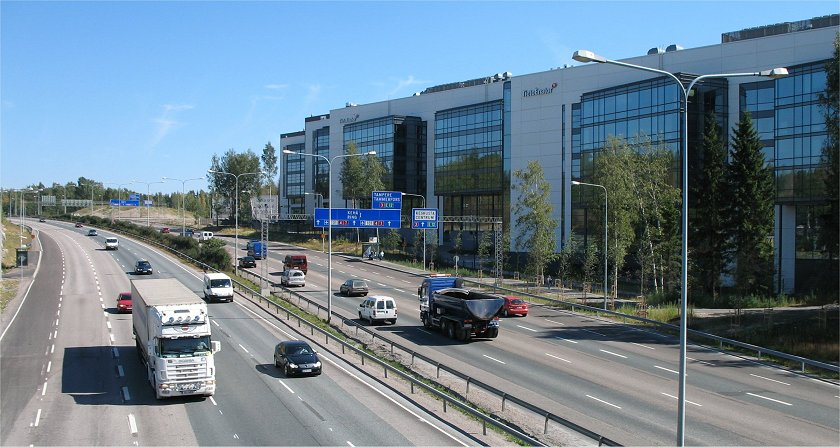
Immeubles de TietoEnator bordant le Kehä I près du quartier de Pohjois-Haaga, Helsinki

C'est la principale autoroute de Finlande quant au trafic, avec jusqu'à 100 000 véhicules par jour.
Des trois périphériques de Helsinki, c'est le plus proche du centre-ville (entre 7 et 12 kilomètres de distance), couvrant un parcours en boucle entre Tapiola, à l'extrémité orientale d'Espoo, et Itäkeskus, à l'extrémité orientale de la municipalité de Helsinki. Sa longueur totale est de 24,2 km, dont 16 sur la commune de Helsinki.
La route compte suivant les endroits deux ou trois files dans chaque direction, et la limitation de vitesse n'y est jamais supérieure à 80 km/h. En raison de la présence résiduelle de feux de signalisation, les extrémités (en particulier vers l'ouest) sont sujettes à de fréquents embouteillages, qui devraient être réduits par la construction prévue d'échangeurs à toutes les sorties.